# اتاکریدین لاکتات
اتاکریدین لاکتات به انگلیسی : Ethacridine lactate (اتاکریدین مونولاکتات مونوهیدرات ethacridine monolactate monohydrate، یا آکرینول Acrinol، با نام تجارتی: ریوانول Rivanol) یک نوع ترکیب آلی آروماتیک بر اساس آکریدین acridine می‌باشد. نام رسمی آن
۲ - اتوکسی ۶ و ۹ دی آمینوآکریدین مونولاکتات مونوهیدرات می‌باشد. شکل این ترکیب به صورت کریستالهای زرد پرتقالی با نقطهٔ ذوب ۲۲۶ درجه سانتیگراد است و بوی زننده‌ای دارد.
کاربرد اصلی و اولیه این مادّه استفاده از آن به عنوان محلول ضدعفونی‌کننده در غلظت ۰٫۱ درصد آن می‌باشد.
اتاکریدین Ethacridine همچنین به عنوان یک عامل سقط جنین در سه ماهه دوم بارداری نیز مورد استفاده واقع می‌شود. بدین منظور تزریق داخل مایع آمنیوتیک تا ۱۵۰ میلی لیتر از محلول ۰٫۱ ٪ آن با استفاده از سوند فولی صورت می‌گیرد که پس از ۲۰ تا ۴۰ ساعت، به مینی لیبر (شروع زایمان جزئی یا همان افتادن جنین) منتهی می‌شود. در کشور چین، همچنین از روش درون مایع آمنیوتیکی نیز بدین منظور استفاده شده‌است. مشخص شده که اتاکریدین به عنوان عامل منجر به سقط جنین مطمئن تر و بهتر از نرمال سالین هیپرتونیک ۲۰ ٪ تحمل می‌شود.